# Jan Dołgowicz
Jan Dołgowicz, född den 21 december 1954 i Skarbiewo, Polen, är en sovjetisk brottare som tog OS-silver i mellanviktsbrottning i den grekisk-romerska klassen 1980 i Moskva. 